# Бондаревський Ігор Захарович
Ігор Захарович Бондаревський (* 12 травня 1913, хутір Самсонов, поблизу Ростова-на-Дону — † 14 червня 1979, П'ятигорськ) — радянський шахіст і тренер, міжнародний гросмейстер (1950). Чемпіон СРСР 1940 року.

## Біографія
У молодості брав участь у міських змаганнях, був чемпіоном Ростова-на-Дону. У 1937 вперше зіграв у чемпіонаті СРСР. Всього брав участь у 9 чемпіонатах, 1940 року завоював звання чемпіона СРСР. Брав участь в міжзональному турнірі 1948, вийшов у турнір претендентів 1950, в якому не зміг зіграти через хворобу. З 1960-х років рідко виступав в змаганнях, зосередившись на тренерській і літературній діяльності. Був тренером багатьох сильних гросмейстерів, зокрема Бориса Спаського в період його боротьби за звання чемпіона світу. Також у нього займався О. М. Аверкін. Брав участь в турнірах по листуванню, гросмейстер ІКЧФ (1961). Мав звання міжнародного арбітра (1954). Автор дебютних розробок в Ферзевому гамбіті (система Тартаковера — Макогонова — Бондаревського).
За освітою — інженер-економіст.
Дружина І. З. Бондаревського — відома шахістка Валентина Козловська.

## Книжки
- 20 партій XII Всесоюзної шахової першості. Ростов-на-Дону, 1941. 112 с.
- Радянські шахісти в США, Англії, Швеції. Москва: Фізкультура і спорт, 1955. 216 с.
- Міжзональний шаховий турнір. Гетеборг, 1955 р. Москва: Фізкультура і спорт, 1957. 207 с.
- Комбінації в міттельшпілі. Москва: Фізкультура і спорт, 1960. 80 с. (Бібліотека початкуючого шахіста). (Є перевидання)
- Атака на короля. Москва: Фізкультура і спорт, 1962. 112 с. (Бібліотека початкуючого шахіста).
- Борис Спаський штурмує Олімп. Калуга, 1966. 163 с.
- Вчиться грати в шахи. Ленінград: Леніздат, 1966. 80 с.
- Петросян — Спаський, 1969. Москва: Фізкультура і спорт, 1970. 184 с. (У співавторстві з І. Є. Болеславським)